# Giulio Palma di Cesnola
Giulio Palma di Cesnola (Torino, 13 agosto 1883 – Roma, 1975) è stato un generale e aviatore italiano, veterano della guerra italo-turca e della prima guerra mondiale, decorato con due Medaglie d'argento e tre di Medaglie di bronzo al valor militare, con la Croce al merito di guerra, e con la Croix de guerre 1914-1918 con stella d'argento e smalti francese. Transitato in forza alla neocostituita Regia Aeronautica, in seguito a disaccordi con Italo Balbo lasciò la carriera militare verso la fine degli anni venti del XX secolo.

## Biografia

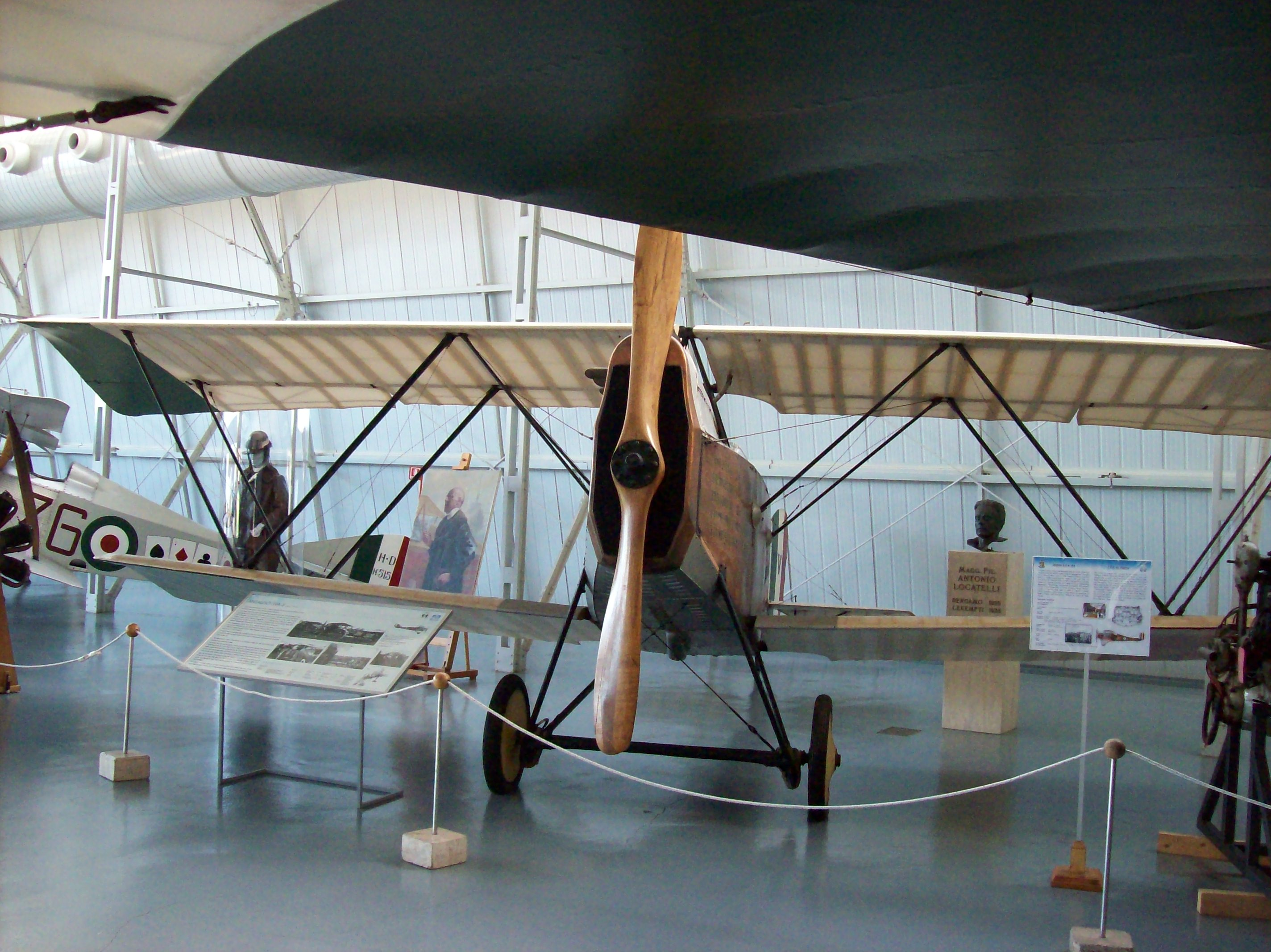
Un esemplare di Ansaldo SVA 5 esposto presso il Museo dell'Aeronautica di Vigna di Valle.

Nacque a Torino il 13 agosto 1883. Arruolatosi nel Regio Esercito frequentò la  Regia Accademia Militare di Fanteria e Cavalleria di Modena, al termine della quale fu assegnato all'arma di cavalleria, entrando in servizio nel Reggimento "Piemonte Cavalleria" (2º). Promosso tenente, nel 1911 chiese, ed ottenne, di transitare in servizio nel Battaglione aviatori, conseguendo il brevetto di pilota il 5 novembre dello stesso anno. Subito dopo partì per combattere nella guerra italo-turca in Libia, distinguendosi in numerose missioni di ricognizione tra le quali spicca quella Tripoli-Mercatez (155 km). Rientrato in Italia, nel gennaio 1912 conseguì il brevetto di pilota militare sull'aeroporto della Malpensa. 
Nel 1914 risultava pilota in forza alla 5ª Squadriglia di stanza sul campo d'aviazione di Busto Arsizio, posta al comando di Pier Ruggero Piccio e formata da lui, Guido Tacchini, Filippo Valdimiro e Francesco Baracca.
Dopo l'entrata in guerra del Regno d'Italia prese parte alle prime operazioni belliche, distinguendosi subito.
Il solo 5 giugno 1915 fa ben quattro missioni di guerra.
Dopo aver ricevuto una Medaglia di bronzo al valor militare l'8 ottobre successivo passa con Piccio alla nuova 3ª Squadriglia Caproni con il grado di capitano. 
Il 18 febbraio 1916, in risposta alle incursioni aeree avversarie sulle città, il Ca. di Palma e del Cap. Luigi Carnevale partecipa all'incursione strategica lanciando le bombe da 162 sulla stazione di Lubiana ma al ritorno viene attaccato da un biposto austriaco che viene costretto a desistere dai colpi difensivi del Caproni. Rientra con numerosi fori di colpi sul Caproni.
Tra il 4 gennaio e l'inizio dell'aprile 1918 fu comandante interinale del XVI Gruppo assegnato al Comando aeronautica della 1ª Armata. 
Dal 18 gennaio vola nella 1ª Sezione SVA.
Il 20 febbraio, volando su uno dei 4 Ansaldo SVA della 1ª Sezione SVA, al comando del capitano Natale Palli, partecipa al raid su Innsbruck ricevendo una Medaglia di bronzo al valor militare. Tra il 10 agosto e il 25 settembre fu comandante del XXIV Gruppo. Decorato con due Medaglie d'argento e tre di Medaglie di bronzo al valor militare, Gabriele D'Annunzio lo definì "Valoroso Alato". Dopo la fine della guerra raggiunse il grado di tenente colonnello, transitando in servizio nella neocostituita Regia Aeronautica. Ricoprì l'incarico di comandante di Stormo e di Scuola, e fu addetto presso la Direzione tecnica aviazione, il Comando aeronautica aviatori, e di Zona Aerea territoriale.
Nel 1919 sposò Anita Raffaella Cavalieri, figlia di Giuseppe e Clara Archivolti, membri di una ricca e colta famiglia ebraica ferrarese.
Entrato in disaccordo con Italo Balbo lasciò la carriera militare, ritirandosi a vita privata. Rientrò brevemente in servizio, con il grado di generale di brigata aerea, dopo la fine della seconda guerra mondiale, ricoprendo incarichi riorganizzativi. Si spense nel 1975.

### Annotazioni
1. ↑  Gli altri velivoli erano pilotati da lui, Bartolomeo Arrigoni e dal tenente Giorgio Orsini.